# Сысоев, Василий Алексеевич
Васи́лий Алексе́евич Сысо́ев (1772—1839) — генерал-лейтенант, участник Наполеоновских войн и Кавказских походов.

## Биография
Родился в 1772 году в станице Грушевской на Дону, сын штаб-офицера Донского казачьего войска. В службу вступил 1 июня 1786 года казаком в полк Леонова.
В 1788—1790 годах принимал участие в русско-шведской войне и в одном из сражений получил две штыковые раны.
В 1792 году сражался в Польше с конфедератами и за отличие получил чин сотника. Через два года он снова находился в Польше и, состоя в полку Киреева, был в сражениях с повстанцами Костюшко, был произведён в есаулы. В 1798 году стал войсковым старшиной и в следующем году был переведён в казачий Орлова полк, а с 1800 года состоял в полку Иловайского 8-го.
В 1805 году Сысоев состоял в казачьем полку своего отца (Сысоева 1-го) и сражался с французами при Шенграбене.
В кампаниях 1806—1807 годов в Восточной Пруссии Сысоев уже сам командовал полком своего имени и 5 августа 1807 года был награждён орденом св. Георгия 4-й степени (№ 782 по кавалерскому списку Судравского и № 1796 по списку Григоровича — Степанова)
В воздаяние отличного мужества и храбрости, оказанных в сражениях против французских войск 7 и 13 при сел. Коте и мельнице Присово, где, командуя полком, поступал с неустрашимостью и будучи впереди ободрял тем подчиненных.
В сражении при Прейсиш-Эйлау был ранен саблей в голову.
Вслед затем Сысоев отправился с полком на Дунай, где принял участие в военных действиях против Турции. Кампанию 1808 года он провёл в Валахии. В 1809 году сражался под Браиловым, Кюстенджи и Силистрией, за отличие был произведён в подполковники. В 1810 году Сысоев отличился при взятии Базарджика, в сражениях при Шумле и под Систовом и получил чин полковника. За особую храбрость, оказанную в делах под Журжей и Слободзеей, был 15 ноября 1811 года удостоен ордена св. Георгия 3-й степени (№ 224 по кавалерским спискам)
В воздаяние отличнаго мужества и храбрости, оказанных в продолжении минувшей кампании против турецких войск.
В Отечественную войну 1812 года Сысоев также проявил себя самым блестящим образом. У Могилёва он разбил неприятельскую кавалерию и взял в плен французского полковника, до 20 офицеров и более 200 нижних чинов. Внезапной атакой при селе Спасском он снова обратил в бегство французскую кавалерию, взяв при этом в плен 24 офицера и 28 рядовых. Далее он сражался в Бородинском бою, в деле при защите Тарутинского лагеря он со своими казаками отбил 19 орудий, а под Малоярославцем, уже во главе бригады из трёх казачьих полков, захватил 18 орудий. В деле при Колоцком монастыре Сысоев, состоя под начальством Платова, обойдя левый фланг арьергарда противника, неожиданно ударил по вражеской колонне и истребил более двух батальонов французов, трофеями его были большой обоз, 20 орудий, два знамени и около 300 пленных. Вслед за тем он во главе отдельного партизанского отряда преследовал отступающего противника и в деле при Полоцке захватил ещё два знамени и 80 пленных. За отличие при нападении на французов при селе Маркове, где он был ранен, Сысоев был 6 декабря произведён в генерал-майоры.
В Заграничных походах 1813 и 1814 годов Сысоев участия не принимал, поскольку его многочисленные раны требовали серьёзного лечения.
С 1817 года Сысоев находился на Кавказе и принимал участие в нескольких экспедициях против горцев, в частности во всех столкновениях с чеченцами в 1818 году. В кампании следующего года сначала находился в Черномории в Имеретинской долине, а затем снова в Чечне, где при взятии Дади-юрта был ранен пулей в ногу. За отличия в делах против горцев Сысоев был награждён орденом Св. Анны 1-й степени.
В 1827 и 1828 годах Сысоев служил в Черноморском казачьем войске и оказал много услуг в деле переселения казаков на Кавказ.
В 1828 году Сысоев сначала служил в Грузии но, с открытием военных действий против Турции, в качестве походного атамана Донских казачьих полков отправился в действующую армию на Балканы. При осаде Шумлы Сысоев командовал всеми кавалерийскими силами блокадного корпуса и 6 декабря за отличие был произведён в генерал-лейтенанты.
В начале 1829 года Сысоев держал посты по Дунаю и когда русские войска приступили к осадным работам под Силистрией Сысоев снова состоял при осадном корпусе. Далее он находился в генеральном сражении с армией великого визиря при Кулевчи и за отличие был награждён орденом св. Владимира 2-й степени.
Перейдя через Балканы Сысоев сражался под Сливно и участвовал в заключительном деле этой войны — взятии Адрианополя.
Последним боевым предприятием Сысоева была Польская кампания 1831 года, где он вновь занимал должность походного атамана Донских казачьих полков и участвовал в преследовании разбитых польских войск вплоть до границ Пруссии; во время подавления восстания поляков получил два штыковых ранения, сабельное — в голову, пикой в руку, пулей — в ногу.
Скончался Сысоев в 1839 году, из списков исключён 7 сентября.
26 августа 1904 года генерал Сысоев был назван вечным шефом 2-го Донского казачьего полка.